# Lynn Williams (regatista)
Lynn Alfred Williams (Evanston, 29 de junio de 1939) es un deportista estadounidense que compitió en vela en la clase Star. Es hijo del también regatista Herbert Williams.
Participó en los Juegos Olímpicos de Tokio 1964, obteniendo una medalla de plata en la clase Star. Ganó dos medallas en el Campeonato Mundial de Star, oro en 1962 y bronce en 1966.

## Palmarés internacional
| Juegos Olímpicos   | Juegos Olímpicos   | Juegos Olímpicos  | Juegos Olímpicos |
| Año                | Lugar              | Medalla           | Clase            |
| ------------------ | ------------------ | ----------------- | ---------------- |
| 1964               | Tokio (Japón)      | Medalla de plata  | Star             |
| Campeonato Mundial |                    |                   |                  |
| Año                | Lugar              | Medalla           | Clase            |
| 1962               | Cascaes (Portugal) | Medalla de oro    | Star             |
| 1966               | Kiel (RFA)         | Medalla de bronce | Star             |